# Maria Regina Kaiser
Maria Regina Kaiser (* 29. Dezember 1952 in Trier) ist eine deutsche Schriftstellerin und Numismatikerin.

## Leben
Kaiser wuchs in Steinheim am Main auf und legte im Jahr 1971 das Abitur an der Offenbacher Leibnizschule ab.
Sie studierte Alte Geschichte und klassische Archäologie in Frankfurt am Main. Nachdem sie im Jahr 1976 mit der Arbeit über die stadtrömische Münzprägung an der Universität Frankfurt am Main promoviert hatte, war sie dort bis 1986 in der Forschung tätig.
Etwa seit 1986 ist sie als Autorin historischer Romane, Kriminalromane, Jugend- und Sachbücher sowie als Lektorin tätig. Sie lebte über zwanzig Jahre in Eschborn, seit 2013 in Bad Camberg.
Kaiser ist Mitglied im Verband deutscher Schriftsteller und der Literaturgesellschaft Hessen e.V.

## Auszeichnungen
- 1988: Leserattenpreis des ZDF
- 1993: Märkisches Stipendium für Literatur

## Werke (Auswahl)

### Belletristik
- Der Habicht blieb am Himmel stehn. Arena, Würzburg 1987, ISBN 3-401-04038-3 (Später als: Die Trommeln der Freiheit. 1848 – Märzrevolution in Mainz. Rowohlt, Reinbek bei Hamburg 1994, ISBN 3-499-20639-0).
- Xanthippe. Schöne Braut des Sokrates. Hoffmann und Campe, Hamburg 1992, ISBN 3-455-03713-5.
- Timon, Bote der Götter. Arena, Würzburg 1993, ISBN 3-401-04299-8.
- Arsinoë Königin von Ägypten. Europaverlag, München u. a. 1998, ISBN 3-203-79000-9.
- Wohin ich gehöre. Bertelsmann, München 1999, ISBN 3-570-12320-0.
- Berenike. Kleopatras Tochter (= Bastei-Lübbe-Taschenbuch. 15154 – Allgemeine Reihe). Bastei Lübbe, Bergisch Gladbach 2004, ISBN 3-404-15154-2.
- Der Sänger und die Ketzerin (= rororo. 23499). Rowohlt Taschenbuch Verlag, Reinbek bei Hamburg 2006, ISBN 3-499-23499-8.
- Alexander der Große und die Grenzen der Welt (= Arena-Bibliothek des Wissens. Lebendige Geschichte). Arena, Würzburg 2007, ISBN 978-3-401-06064-4.
- Die Abbatissa (= rororo. 23500). Rowohlt Taschenbuch Verlag, Reinbek bei Hamburg 2008, ISBN 978-3-499-23500-9.
- Karl der Große und der Feldzug der Weisheit (= Arena-Bibliothek des Wissens. Lebendige Geschichte). Arena, Würzburg 2009, ISBN 978-3-401-06065-1.
- Ramses II. und die Tauben des Friedens (= Arena-Bibliothek des Wissens. Lebendige Geschichte). Arena, Würzburg 2010, ISBN 978-3-401-06500-7.
- Kleopatra und der Mantel der Macht: Lebendige Geschichte (= Arena-Bibliothek des Wissens. Lebendige Geschichte). Arena, Würzburg 2011, ISBN 978-3-401-06566-3.
- Wohin ich gehöre. (Überarbeitete, gekürzte Neuausgabe). Hase und Igel, Garching bei München 2013, ISBN 978-3-86760-167-2.
- mit Armin Bukarov: Am Abgrund. Hase und Igel, Garching bei München 2013, ISBN 978-3-86760-161-0.
- Augustus und die verlorene Republik: Lebendige Geschichte (= Arena-Bibliothek des Wissens. Lebendige Geschichte). Arena, Würzburg 2014, ISBN 978-3-401-06663-9.
- Katharina von Bora & Martin Luther. Vom Mädchen aus dem Kloster zur Frau des Reformators (= Herder Spektrum. 6883). Herder, Freiburg (Breisgau) u. a. 2016, ISBN 978-3-451-06883-6.
- Hildegard von Bingen. Die mächtigste Nonne des Mittelalters. Herder, Freiburg (Breisgau) u. a. 2018, ISBN 978-3-451-38239-0.
- Selma Lagerlöf. Die Liebe und der Traum vom Fliegen. Südverlag, Konstanz 2020, ISBN 978-3-878-001355.
- Astrid Lindgren. Helle Nächte, dunkler Wald ... Südverlag, Konstanz 2021, ISBN 978-3-878-00136-2.
- Annette von Droste-Hülshoff. Dichterin zwischen den Feuern. Südverlag, Konstanz 2021, ISBN 978-3-87800-144-7
- Enid Blyton. Geheimnis hinter grünen Hecken. Südverlag, Konstanz 2022, ISBN 978-3-87800-159-1
- Adagio. Clara Schumann und Johannes Brahms in Baden-Baden. 8 grad verlag, Freiburg (Breisgau) 2024, ISBN 978-3-910228-36-8

#### Lukios-Reihe
- Ein junger Römer namens Lukios. Ein Papyrusroman. Herold, Stuttgart 1977, ISBN 3-7767-0174-9 (Lizenzausgabe als: Lukios, Neffe des Kaisers (= Arena-Taschenbuch. 1447). Arena, Würzburg 1983, ISBN 3-401-01447-1).
- Lukios und 100 Löwen. Ein Papyrusroman, den Lukios im September des Jahres 176 n. Chr. auf den Rat seines Lehrers Hyazinthus in Pergamon schrieb. Herold, Stuttgart 1980, ISBN 3-7767-0194-3.
- Lukios und die Pferde der Freiheit (= Arena-Taschenbuch. 1640). Arena, Würzburg 1990, ISBN 3-401-01640-7.
- Lukios. Abenteuer im alten Rom (= Arena-Taschenbuch. 1680). Arena, Würzburg 1991, ISBN 3-401-01680-6 (Sammelband).
- Der falsche Caesar. Lukios’ Abenteuer im alten Rom. Auditorium Maximum, Darmstadt 2013, ISBN 978-3-654-60347-6 (Hörbuch, gesprochen von Tommi Piper, mit Musikeinspielungen von Thomas Gneiting).
- Entführung aus Rom. Lukios’ Abenteuer im Amphitheater. Ein Abenteuer aus dem Altertum für Kinder ab 8 Jahren! Auditorium Maximum, Darmstadt 2014, ISBN 978-3-654-60394-0 (Hörbuch, gesprochen von Thomas Piper, mit Musikeinspielungen von Thomas Gneiting).
- Lukios, Neffe des Kaisers. Mit Materialien, zusammengestellt von Klaus Leinen. Ernst Klett Verlag, Stuttgart, Leipzig 2013, ISBN 978-3-12-262742-3

### Journalistisches
- Jungfrau mit Generalspension: Marianne von Werefkin und Alexej von Jawlensky. Eine Liebesgeschichte. In: Frankfurter Allgemeine Magazin H. 689, 14. Mai 1993.
- Im Trümmerfeld der Beziehungen. Die in Frankfurt lebende Schriftstellerin, Zeichnerin und Bühnenkünstlerin Doris Lerche wird heute 70 Jahre alt. In: FNP 25. März 2015

### Wissenschaftliche Arbeiten
- Die stadtrömische Münzprägung während der Alleinherrschaft des Commodus. Untersuchungen zur Selbstdarstellung eines römischen Kaisers. Numismatischer Verlag P. N. Schulten, Frankfurt am Main 1980, ISBN 3-921302-28-5 (Zugleich: Frankfurt am Main, Universität, Dissertation, 1976).
- A Rare Britannia Coin-Type of the Emperor Commodus in the British Museum. In: Spink's Numismatic Circular, Dezember 1974.
- Die Fundmünzen der römischen Zeit in Deutschland. Nachträge. Abteilung 2: Baden-Württemberg. Band 1: Nordbaden. Nachtrag 1. Band 2: Südbaden. Nachtrag 1. Gebr. Mann, Berlin 1980, ISBN 3-8053-4016-8.
- Posthumous Hadrianic Medallions? In: The American Numismatic Society. Museum Notes. Bd. 26, 1981, ISSN 0145-1413, S. 187–194.
- Ein bimetallisches Medaillon des Commodus aus Carnuntum. Römische Bronzemedaillons in Carnuntum und Vindobona und ihre Funktion. In: Numismatische Zeitschrift. Bd. 98, 1984, S. 27–35.
- mit Niklot Klüßendorf: Der spätantike Goldmünzschatz von Menzelen aus dem Jahre 1754. Ein Beispiel archivalischer Fundüberlieferung vom unteren Niederrhein. In: Studien zu Fundmünzen der Antike. In: Studien zu Fundmünzen der Antike. Bd. 2, 1984, ZDB-ID 569301-9, S. 1–51.
- Eine Fernhandelswährung der Antike. Die Elektronprägung von Kyzikos. In: Forschung Frankfurt. (Bd. 1), H. 1, 1984, S. 2–5.
- Philipp II. und Kyzikos. Ein Porträt Philipps II. auf einem Kyzikener Elektronstater. In: Schweizerische Numismatische Rundschau. Bd. 63, 1984, S. 27–53.